# Албанское народное изополифоническое пение

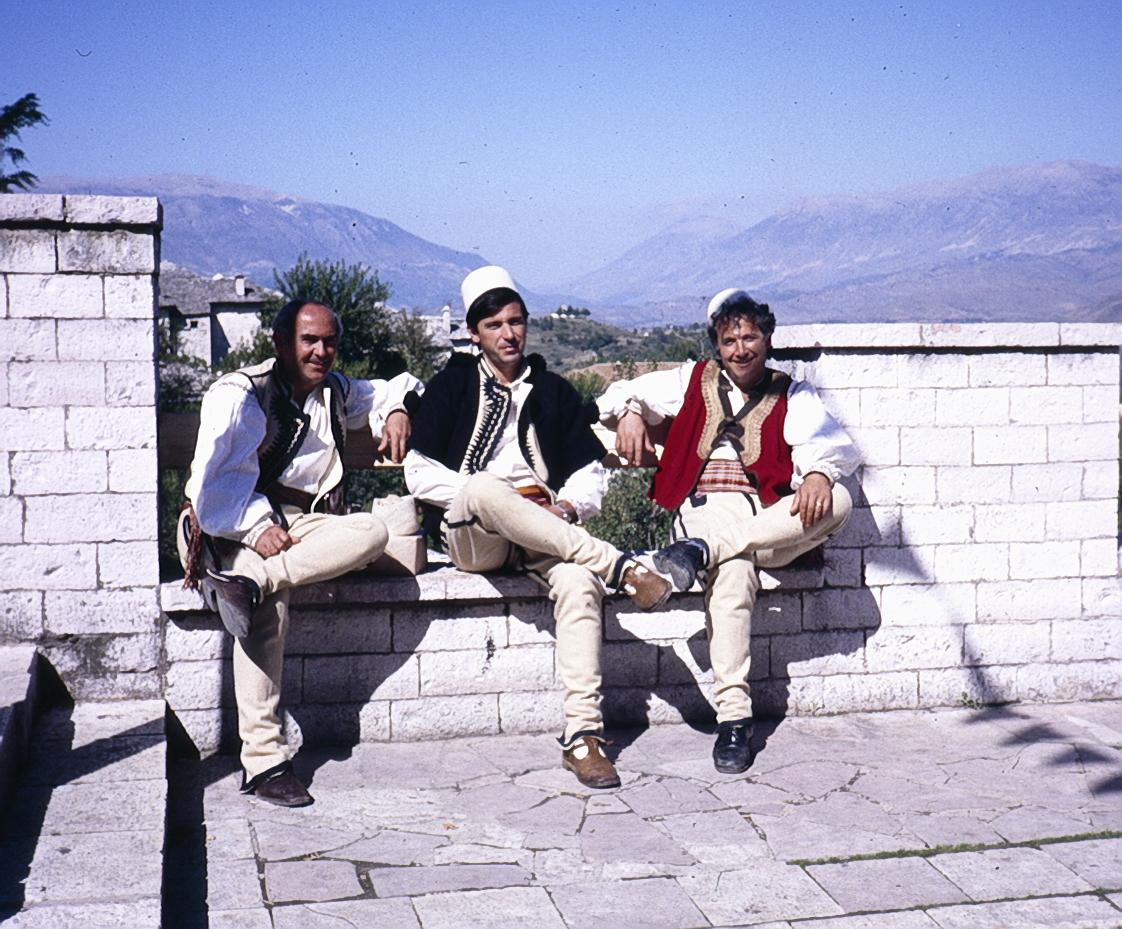
Исполнители албанских народных песен на фестивале в Гирокастре, 1988

Албанское народное изополифоническое пение (алб. Iso-polifonia popullore shqiptare) — часть албанской народной музыки, включённая в 2005 году в список нематериального культурного наследия ЮНЕСКО.
По стилю изополифоническое пение можно разделить на две группы: к одной относится музыка, исполняемая гегами Северной Албании, к другой — тосками и лабами, которые проживают на юге страны. Термин «изо» восходит к названию исон, связанному с византийской традицией церковной музыки, и относится к многоголосному пению, аккомпанементом которого является гудение. Эта музыка, исполняемая, как правило, мужчинами, традиционно сопровождает свадьбы, похороны, праздник урожая, религиозные праздники и фестивали.
Изополифоническое пение наиболее распространено в четырёх местах Албании — Мизеке, Тошкёри, Чамёри и Лабёрии. Схожие формы многоголосного пения также встречаются в Пешкопии, в албанских общинах Качаник в Косово, в Пологе, Тетово, Кичево и Гостиваре в Македонии, а также в области Малесия-э-Мади на севере Албани и юге Черногории.
В Лаберии, например, многоголосые песни могут состоять из двух, трёх или четырёх частей. Две части песни исполняют только женщины. Третью часть песни могут исполнять вместе мужчины и женщины. Песня из четырёх частей является уникальной особенностью полифонического исполнения в Лаберии. Исследования показали, что четырёхчастные песни являются наиболее сложной формой полифонического пения.
Развитие культурного туризма и растущий интерес исследователей к этой уникальной народной традиции способствовали возрождению албанской изополифонии в последнее время. Наряду с этим, массовый отток сельской молодёжи Албании в города и за границу создаёт угрозу для передачи великого множества песен и музыкальных приёмов. В связи с этим в настоящее время большое внимание фольклорной музыке уделяют профессиональные артисты Албании. Национальный фольклорный фестиваль в Гирокастре, который проводится каждые пять лет, начиная с 1968 года, как правило, включают в свою программу исполнение полифонических песен.